# Edificio Administrativo (Base de la Fuerza Aérea Randolph)
El Edificio Administrativo en la Base de la Fuerza Aérea Randolph es la sede de la 12.ª Unidad de Entrenamiento de Vuelo y está ubicado en Schertz Texas 🇺🇲 Estados Unidos, al noreste de San Antonio, en el condado de Bexar, estado de Texas. Al edificio se lo conoce como el «Taj Mahal», o simplemente el «Taj». Es el edificio Nº 100 en la base y fue erigido en 1931 a un costo de $252.027,50, el propietario es el gobierno de los Estados Unidos y sus arquitectos fueron Teniente Primero Harold L. Clark, Atlee Ayeres Robert M. Ayres. Fue añadido al Registro Nacional de Lugares Históricos de los Estados Unidos el 27 de agosto de 1987.

## Diseño y construcción
El diseño y disposición preliminares del Campo Randolph (rebautizado Base de la Fuerza Aérea Randolph en 1948), un centro de entrenamiento a ser construido en Schertz, Texas, para el recién creado Cuerpo Aéreo, fueron bosquejados por el Teniente Primero Harold L. Clark de Campo Kelly en 1928 y aprobados por el Brigadier General Frank Purdy Lahm. El boceto de Clark para el edificio central combinaba todas las funciones administrativas bajo un mismo techo, incluyendo la torre de agua con una luz giratoria al tope. Más tarde él donó sus planos a la Biblioteca del Congreso. Atlee B. Ayres y su hijo Robert M. Ayres fueron contratados para diseñar los planos de construcción. Las instalaciones designadas como Edificio 100, cuyo costo fue de $252.027,50, se completaron el 15 de julio de 1931 y abrieron sus puertas el 5 de octubre de 1931.

## Características
El Edificio 100 ha sido la sede de la 12.ª Unidad de Entrenamiento de Vuelo desde 1972. El edificio de dos pisos, con alas de un piso a ambos lados, fue diseñado con espacio para 22 oficinas en la planta baja, nueve oficinas en el sótano y 18 oficinas en el primer piso. Los pisos y las escaleras fueron construidos en imitación granito. En el edificio se llevaban a cabo las tareas de imprenta y fotografía de la base, y también servía como centro de procesamiento de correspondencia. Al diseño original se le incorporaron instalaciones para salas de audiencias, y el edificio continúa usándose, en parte, para procedimientos judiciales. El equipo de apoyo al auditor militar del 902º escuadrón de la fuerza aérea opera en el tercer piso del Taj.
El edificio fue apodado el Taj Mahal en sus primeros años debido a su supuesta similitud arquitectónica con el Taj Mahal en la India, y comúnmente se lo llama «el Taj». Ha aparecido en películas como West Point of the Air, Air Cadet y Vuelo de águilas (I Wanted Wings). A veces se ha exhibido una detallada réplica del edificio de 38 por 46 cm en convenciones militares. Tallada en un bloque de madera en 1984 por personal retirado de la base militar, la réplica tiene una luz eléctrica en funcionamiento.

## Torre del tanque de agua
El elemento más notable incluido en el edificio es un tanque de agua de 52 m de alto. El concepto de Clark de incorporar arquitectónicamente el tanque de agua dentro del edificio era visualmente atractivo, pero también diseñado para eliminar la posibilidad de que se convirtiera en un riesgo para la aviación, lo que podría haber sucedido de ser una estructura aislada. En la cúpula había antenas de radio y un monitor del clima al servicio de la oficina de comunicaciones localizada en el edificio. El agua de la base está contenida en el tanque de 1 900 000 litros que descansa en cimientos independientes dentro de la torre octogonal central. Las paredes removibles de hormigón de la torre fueron diseñadas para el mantenimiento del tanque. Al tope hay una luz giratoria colocada sobre una cúpula adornada con un diseño de mosaico en forma de chevrón, en color azul y oro. Un ascensor interior conduce a una plataforma de observación en la parte inferior de la cúpula. Bajo el tanque de agua está la Rotonda Clark, que incluye cuatro murales pintados por William Dean Fausett entre 1942 y 1944 para representar a los cadetes en entrenamiento de la época.

## Cine y monumento a los caídos en combate
El cine de la base está ubicado en la parte trasera del edificio y fue diseñado con capacidad para 1 200 personas. En él se realizó el estreno mundial de Vuelo de águilas, que había sido filmada en Randolph. Su diseño original tenía un foso de orquesta debajo del escenario. En 2012, el cine estaba operando a pérdida y dejó de exhibir películas en 35 mm. En esa época fue renovado y transformado en un auditorio de 772 butacas, y en 2013 se lo rebautizó en honor del Brigadier General Kenneth Raymond Fleenor, que fue tomado prisionero y torturado por más de cinco años en Vietnam del Norte. Después de su repatriación, él pasó los años restantes de su servicio en las fuerzas armadas como comandante de la base Randolph y en otras posiciones de liderazgo.
El 4 de marzo de 1977, el Monumento a los Caídos en Combate del escultor Mark Pritchett fue instalado frente al Edificio 100 por la sección de San Antonio de los Pilotos de Combate del Red River para conmemorar a los caídos en combate en el sudeste asiático. Tanto el monumento como el auditorio son utilizados en eventos relacionados con veteranos, caídos en combate, prisioneros de guerra y desaparecidos en acción.

## Imágenes

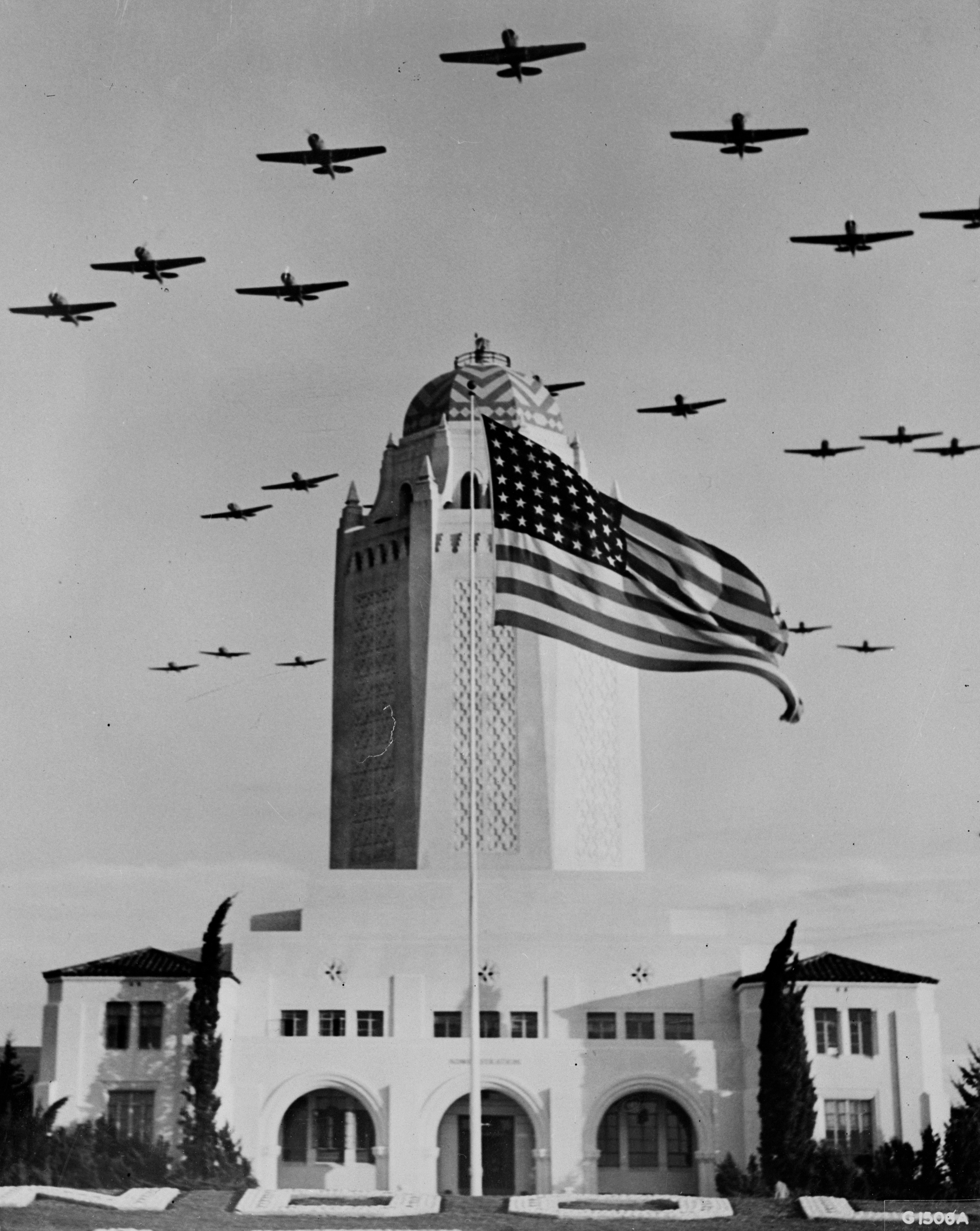
Base de la Fuerza Aérea Randolph, con aviones de entrenamiento en vuelo sobre ella.